# Пинтон, Винченцо
Винче́нцо Пинто́н (итал. Vincenzo Pinton, 14 марта 1914 — 8 апреля 1980) — итальянский фехтовальщик-саблист, многократный чемпион мира, призёр Олимпийских игр.

## Биография
Родился в 1914 году в Виченце. В 1933, 1934 и 1935 годах становился серебряным призёром Международных первенств по фехтованию. В 1936 года стал обладателем серебряной медали Олимпийских игр в Берлине в командном первенстве, а в личном зачёте стал 5-м. В 1937 году завоевал серебряную медаль первого официального чемпионата мира по фехтованию (тогда же Международная федерация фехтования задним числом признала чемпионатами мира все прошедшие ранее Международные первенства по фехтованию).
После Второй мировой войны в 1947 году выиграл чемпионат мира. В 1948 году завоевал две серебряные медали на Олимпийских играх в Лондоне. В 1949 году стал обладателем золотой и бронзовой медалей чемпионата мира. На чемпионате мира 1950 года завоевал золотую и серебряную медали. В 1951 году стал серебряным призёром чемпионата мира. В 1952 году стал обладателем серебряной медали Олимпийских игр в Хельсинки в командном первенстве, а в личном зачёте стал 7-м. В 1953 году завоевал серебряную медаль чемпионата мира.